# ميدوري إيتو
ميدوري إيتو (伊藤 み ど り ، إيتو ميدوري ، من مواليد 13 أغسطس 1969) لاعبة تزلج يابانية، هي بطلة العالم للتزلج على الجليد عام 1989، والميدالية الفضية دورة الألعاب الأولمبية الشتوية عام 1992. أول امرأة تهبط في مجموعة وثب ثلاثي وثلاثي أكسل في المنافسة. في التزلج الفني على الجليد في دورة الألعاب الأولمبية الشتوية 1988 في كالغاري، أصبحت أول امرأة تهبط سبع قفزات ثلاثية في مسابقة أولمبية للتزلج الحر. تشتهر على نطاق واسع بأنها واحدة من أفضل المتزلجين على الإطلاق.

## روابط خارجية
- Green – Midori Ito Official Blog باللغة اليابانية
- Midori Ito fan site, including extensive biography and pictures